# 碎片 (黑镜)
《碎片》（英語："Smithereens"）是独立单元剧《黑镜》第五季第二集，由查理·布鲁克编剧，詹姆斯·霍斯执导，2019年6月5日随第五季其他集数在Netflix上线。演出阵容包括安德鲁·斯科特、达姆森·伊德里斯和托弗·格雷斯。
本集中，一名租车公司的司机胁持了大型社交媒体公司碎片的员工。有别于其他集数，布鲁克希望本集不仰赖近未来的科技，提醒人们《黑镜》不只是一部科幻剧，故该集很大程度上是在暗喻现在的人过度使用社交媒体，分不清现实。

## 剧情
2018年，克里斯是伦敦打车应用程序“搭便车”（Hitcher）的一位拼车司机。他与上团体心理治疗课时结识的女学员海莉发生性关系，而海莉的女儿一年半前神秘自杀死亡。海莉认为女儿的人格网（Persona）社交媒体账户应该有她自杀的原因，便试着猜出账户的密码。
一天，克里斯接载大型社交媒体公司碎片（Smithereen）的实习生杰登。克里斯认为杰登是重要员工，用枪指着杰登。女巡警看到坐在后排的杰登头套着一个袋子，觉得十分可疑，便和搭档上前追车。追逐路上，克里斯转向避开两位骑自行车的青少年，最终在一片田野中停车，与警方展开紧张的对峙，警方则叫来了特警队长格蕾丝率领的特警队伍。
克里斯跟杰登说自己希望和碎片的总裁比利·鲍尔讲话。虽然杰登在碎片只上了一个礼拜的班，两人还是联系上身处碎片北美总部的首席运营官佩内洛普·吴，对方知道比利正在进行为期10天的灵修。佩内洛普通电话时，顺手联系上联邦调查局和英国警方，与两者分享她在克里斯社交媒体账号上发现的重要情报，其中显示克里斯三年前醉酒驾驶引起车祸，致使未婚妻身亡，且他不久前停用了碎片。
佩内洛普派其他员工联系比利。尽管被佩内洛普和联邦调查局警告不要和克里斯交涉，比利还是用笔记本电脑拿到克里斯的电话，跟他通话。克里斯接电话时非常自责，怪自己当年一边开车一边看碎片上的通知，出了车祸害死了未婚妻。克里斯和比利均认同碎片的设计尽可能地让人上瘾。感到满意的克里斯说自己现在就打算自杀，但罪孽深重的比利恳求克里斯让他使用自己广大的资源帮他走出困境。克里斯无奈地想出了最后一个请求：让比利联系人格网的总裁。
克里斯打算放走杰登，但杰登听完他忏悔，恳求他不要自杀，到后来两个抢起枪来。格蕾丝认为杰登遇到麻烦，下令狙击手开火。与此同时，海莉接到人格网的电话。海莉输入女儿的密码时，狙击手开枪打中克里斯的车。全世界的人们打开手机查看克里斯的新闻，之后又继续各自的生活。

## 制作

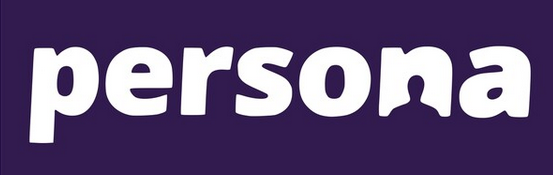
在该剧集中出现的社交媒体网站“人格网”（Persona）

《黑镜》第五季由Netflix制作，2019年6月5日上线。第五季的制作与互动电影《黑镜：潘达斯奈基》同步展开，后者原本是剧集的一部分，后来才变成独立发行的电影。《潘达斯奈基》于2018年12月28日首播，其中有一幕的新闻字幕跑马灯提到《碎片》角色的比利·鲍尔。Netflix制作的《黑镜》之前几季都是一季6集，而第五季只有3集，创剧人查理·布鲁克认为这样一来观众等待下一季的时间不会太长。
Netflix于2019年5月15日发布第五季预告片，《碎片》的独立预告片于5月21日发布。
本集由布鲁克编剧，他在写剧本时希望本季能有一集不讲任何未来主义的科技，类似之前的《国歌》和《玩偶之舞》，好提醒观众《黑镜》不只是一部科幻剧。布鲁克不把比利·鲍尔打造成“卡通式的反派”，或模仿任何社交媒体公司的CEO，但他编剧时实际上参考了TwitterCEO杰克·多西做的10天灵修。布鲁克称片尾人们看着他们的手机，是在传递一个信息，表示角色们的经历“不过是与我们擦身而过的五彩纸屑”。
剧集出现了许多提到《黑镜》之前集数的彩蛋。导演詹姆斯·霍斯之前曾执导《黑镜》第三季的《全民公敌》。
大部分场景在英格兰取景，其中城市场景在伦敦市区多地拍摄。部分画面2018年6月左右在哈里特舍姆、肯特郡梅德斯通及格雷夫森德附近的一片田地拍摄。碎片公司美国办公室，包括内景，在肯特的费尔本水库（Fairbourne Reservoir）取景。比利灵修的地方于2018年8月在玻璃宫（Glass Pavilion）取景，是OFIS建筑师事务所在西班牙格拉纳达省戈拉费附近的沙漠搭建的观星度假村。
斯科特不懂开车，给拍摄带来了麻烦。剧组将车子安装在移动平台上，在拍摄时同步指引斯科特模拟转方向盘。另外，为了帮助扮演的比利的托弗·格雷斯适应与克里斯通电话，剧组安排第二位演员在镜头外读出他的台词。

## 评价
《独立报》的艾德·鲍尔（Ed Power）给予本集3/5星的评分，认为前奏不足以保障剧集的长度。他认为斯科特已经尽力扮演唯一开发完整的角色克里斯，而相比之下那位女儿自杀的母亲开发的不算完整。他称赞结尾“动人”，但批评剧集“不深刻，不巧妙”。
《Complex》作家弗雷泽·塔普（Frazier Tharpe）认为《碎片》是第五季最好的一集，尽管他看预告片还以为它会是最差的一集。塔普认为剧情发展“紧凑，节奏恰当，可能最重要的还是随意的滑稽”。
《每日电讯报》的本吉·威尔逊（Benji Wilson）打出4/5星，批评克里斯的角色“一方面精通技术又很聪明，另一方面却变得不懂科技，很蠢”，但赞赏该集被斯科特“惊人的把控和广度”“升华了”。
《大西洋》的大卫·西姆斯（David Sims）给出负面评价，认为问题在于“剧情很肤浅，动作展开得很慢，大谜团简单化”。他认为中心主题是“要求充斥着我们生活的所有消费类应用及所有强大的科技公司附上责任”，而这个主题在第一季的《国歌》中也有探讨，而且表达得更好。
《黑镜》第五季只有三集，无法达到电视艺术与科学学院为艾美奖提名资格设置的六集门槛。Netflix请求学院破格批准《黑镜》提名，并计划将《碎片》和演员斯科特提名至多个奖项